# Solstis
Solstis es el primer álbum de estudio debut del músico mexicano León Larregui (vocalista de Zoé), lanzado el 21 de agosto de 2012 por Universal Music Group de México (antes EMI Music México). El álbum en versión estándar contiene 10 canciones, y la versión de lujo tiene 5 ediciones más junto a un DVD con los vídeos oficiales de Cómo Tú (MagicMusicBox), Brillas y Souvenir; aparte de contener un vídeo de Resguardum Ether.
Solstis puede considerarse un disco romántico, la mayoría de las canciones hablan de amor o de desamor y una cosa que cabe destacar es que el álbum no es el mismo género que lo que suele hacer Zoé, esto lo comentó Larregui añadiendo que no quería competir contra su propia banda, eso sería ilógico y por ello el álbum suena diferente a lo acostumbrado.

## Historia
Todo comienza después de darse un largo descanso al haber concluido con Zoé el MTV Unplugged/Música de Fondo. León en ese descanso decide lanzar un disco como solista, cosa que causó un poco de controversia ya que esto fue mal recibido y mucha gente creyó que la banda se había desintegrado, pero no fue así; la causa real fue que León Larregui no podía dejar tanto tiempo de descanso y decidió lanzar un disco como solista, aparte de tener ese propósito desde hace mucho tiempo y como en ese entonces se dio la oportunidad, lo hizo.
Cuando León Larregui sacó a la luz Solstis afirmó que no importaba si el disco no vendía mucho, como se mencionó antes fue un proyecto personal. A pesar de esto, León alcanzó doble disco platino + oro por más de 150,000 copias y certificado de platino con su segundo sencillo: Brillas
El 12 de junio de 2013 salió la reedición del Solsitis en plataformas digitales y en físico, que incluían unas versiones de Souvenir y Brillas y dos remixes de Cómo Tú y uno de Souvenir, más los videos oficiales de Cómo Tú, Brillas, Souvenir y más uno de Resguardum Ether.

## Personal
- Vicent Polycarpe - Batería y percusiones.
- Yan Gorodetzky - Guitarra eléctrica.
- Adan Jodorowsky - Guitarras acústicas y eléctricas, Bajos, piano, Wurlitzer, Melotron y Coros.
- Rob - Piano Hammond, Wurlitzer, Clavinet, Percusiones y Marimba.
- León Larregui - Guitarra acústica, Percusiones y Voces.

## Lista de canciones
Todas las canciones escritas y compuestas por León Larregui. 
| Solstis |                           |          |  |
| N.º     | Título                    | Duración |  |
| 1.      | «Aurora Boreal»           | 3:38     |  |
| 2.      | «Brillas»                 | 3:45     |  |
| 3.      | «Carmín»                  | 3:50     |  |
| 4.      | «Souvenir»                | 3:58     |  |
| 5.      | «Cómo Tú» (MagicMusicBox) | 3:14     |  |
| 6.      | «Perdonar»                | 3:39     |  |
| 7.      | «Resistolux»              | 2:44     |  |
| 8.      | «Pérdida Total»           | 3:30     |  |
| 9.      | «Femme Fatal»             | 3:12     |  |
| 10.     | «Resguardum Ether»        | 4:42     |  |
| 36:12   |                           |          |  |

| Solstis Deluxe |                                      |          |  |
| N.º            | Título                               | Duración |  |
| 11.            | «Brillas» (Versión de Love la Femme) | 3:32     |  |
| 12.            | «Souvenir» (Versión de Juan Cirerol) | 4:05     |  |
| 13.            | «Souvenir» (Sánchez Dub Remix)       | 4:25     |  |
| 14.            | «Cómo Tú» (Capri Sweetbox Remix)     | 4:50     |  |
| 15.            | «Cómo Tú» (Bufi Remix)               | 4:05     |  |
| 57:09          |                                      |          |  |

DVD
1. Como Tú
2. Brillas
3. Souvenir
4. Resguardum Ether